# Біренбах
Біренбах (нім. Birenbach) — громада в Німеччині, знаходиться в землі Баден-Вюртемберг. Підпорядковується адміністративному округу Штутгарт. Входить до складу району Геппінген.
Площа — 2,50 км2. Населення становить 1942 ос. (станом на 31 грудня 2020).